# 工具器具備品
工具器具備品（こうぐきぐびひん）とは、10万円以上・耐用年数1年以上の工具と器具備品を処理するための勘定科目をいい、美術品も含まれる。

## 概要
工具
作業用工具、測定機器、
器具
照明器具、計算機、ファクシミリ、タイムレコーダー、金庫、パソコン、応接セット、テレビ、オーディオ
備品
植物
美術品
減価償却は、出来ない。
書画、骨董品
- 少額減価償却資産は、消耗工具器具備品費か消耗品で処理する。